# IC 3412
IC 3412 је спирална галаксија у сазвјежђу Дјевица која се налази на листи објеката дубоког неба у Индекс каталогу.
Деклинација објекта је + 9° 59' 16" а ректасцензија 12h 29m 22,6s. Привидна величина (магнитуда) објекта IC 3412 износи 14,5 а фотографска магнитуда 15,3. IC 3412 је још познат и под ознакама CGCG 70-119, VCC 1179, PGC 41152.